# 约阿希姆·尼尔松 (1994年)
约阿希姆·尼尔松（瑞典語：Joakim Nilsson；1994年2月6日—），瑞典男子足球運動員，場上司职後衛，現在效力於美國職業足球大聯盟球隊聖路易城。他在2016年2月和艾夫斯堡簽約兩年，也曾代表过瑞典U-21國家隊參加国际比賽，随队参与了2017年欧青赛。

## 外部連結
- SvFF profile（页面存档备份，存于）
- Soccerway資料庫：约阿希姆·尼尔松
- 约阿希姆·尼尔松在国际奥林匹克委员会的资料